# Kutlovac (Kosovska Mitrovica)
Pour le village de Serbie centrale, voir Kutllovc.
Kutllovc en albanais et Kutlovac en serbe latin (en serbe cyrillique : Кутловац) est une localité du Kosovo située dans la commune/municipalité de Mitrovicë/Kosovska Mitrovica et dans le district de Mitrovicë/Kosovska Mitrovica. Selon le recensement kosovar de 2011, elle compte 473 habitants.

## Démographie

### Évolution historique de la population dans la localité
| 1948 | 1953 | 1961 | 1971 | 1981 | 1991 | 2011 |
| ---- | ---- | ---- | ---- | ---- | ---- | ---- |
| 269  | 289  | 282  | 234  | 238  | 341  | 473  |

|  |

### Répartition de la population par nationalités (2011)
En 2011, les Albanais représentaient 98,10 % de la population.